# Жіноча збірна Сербії з водного поло
Жіноча збірна Сербії з водного поло (серб. Женска ватерполо репрезентација Србије) — національна збірна команда Сербії з водного поло, якою керує Ватерпольна асоціація Сербії. 
Ватерполістки Сербії виступали під різними назвами з 1997 по 2006 роки. 
- 1992–2003.  Союзна Республіка Югославія
- 2003–2006.  Сербія та Чорногорія
- 2006–  Сербія

Міжнародна федерація ФІНА визнала жіночу збірну Сербії правонаступницею жіночої збірної Сербії і Чорногорії з водного поло, а також жіночої збірної Югославії з водного поло.

## Результати
Жіноча збірна Сербії з водного поло на відміну від чоловічої збірної не входить до числа провідних збірних. Сербки лише тричі брали участь у фінальній частині чемпіонату Європи, де посідали місця далеко за межами чільної трійки.

### Чемпіонат Європи
- 1997 – 9-е місце
- 2006 – 8-е місце
- 2016 – 9-е місце
- 2018 – 9-е місце
- 2020 – 12-е місце
- 2022 – 9-е місце
- 2024 – 10-е місце